# Вартоломити (Немачка)
Вартоломити су удружење народних свештеника, Institutum clericorum saecularium in communi viventium. Познати су и као Вартоломити, Уједињена браћа и Комунисти. Основао их је 1640. године Вартоломеј Холцхаузер (1613-1658), немачки парохијски свештеник и црквени писац. Он је желео да се обнове морал и дисциплина клера и лаика, који су опали због 30-годишњег рата (1618-1648).
Живели су у заједници, подређени старешини, али без завета.
Пошто су добили формално одобрење од папе Инокентија XI 1680. године, проширили су се у Енглеску, Пољску, Италију и остале европске земље. Њихове организације се губе после Наполеоновог освајања и сви покушаји обнове су били узалудни.